# Huppendorf

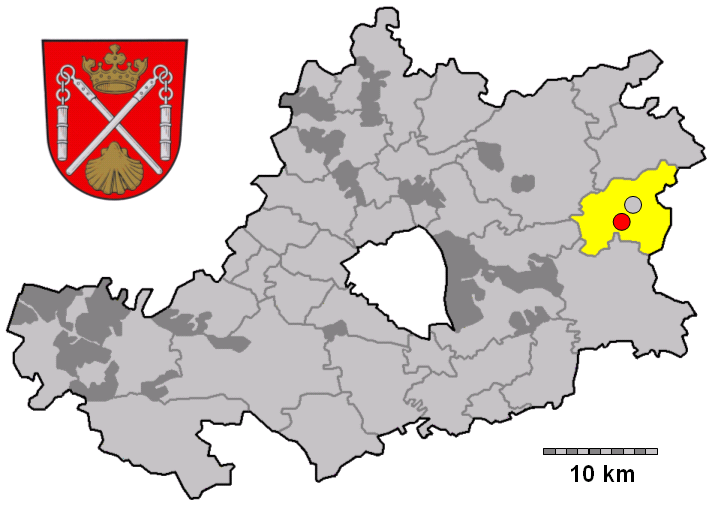
Lage im Landkreis Bamberg und in der Gemeinde Königsfeld

Huppendorf ist ein Gemeindeteil der Gemeinde Königsfeld im oberfränkischen Landkreis Bamberg in Bayern und eine Gemarkung.

## Geografie
Das Dorf liegt in der Fränkischen Schweiz auf der Heiligenstädter Flächenalb nordwestlich des 503 Meter hohen Spielberges. Die aus Königsfeld kommende Kreisstraße BA 11 durchquert den östlichen Ortsrand in Nord-Süd-Richtung.
Auf der Gemarkung Huppendorf, die im Süden des Gemeindegebiets von Königsfeld liegt, gibt es nur den Gemeindeteil Huppendorf. Nachbargemarkungen sind Königsfeld, Hohenpölz und Poxdorf.

## Geschichte
Bis 1971 war Huppendorf eine eigene Gemeinde, die 1961 eine Fläche von 462,60 Hektar und 132 Einwohner hatte. Durch die Gebietsreform in Bayern wurde es dann zu einem der sieben Gemeindeteile von Königsfeld. Im Gegensatz zu vielen anderen Gemeinden hatte es aber nie eine eigene Schule, die Kinder besuchten bereits vor der Eingemeindung die Grundschule in Königsfeld.

## Brauerei

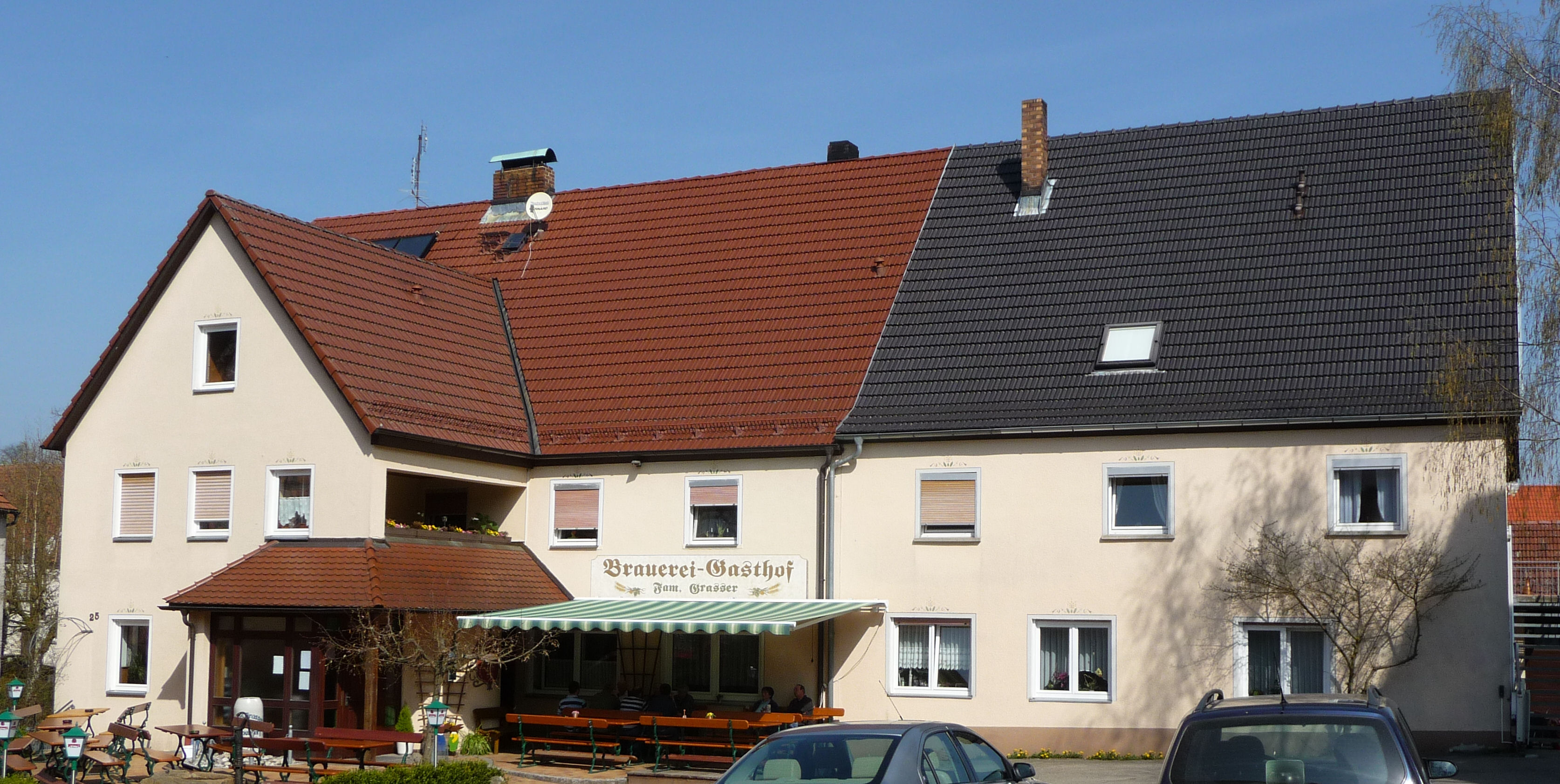
Der Gasthof der Brauerei Grasser

Huppendorf ist überregional bekannt durch die Brauerei Grasser. Eine Brauerei gibt es in dem Dorf schon seit über 500 Jahren. Heute gehört sie mit einem Ausstoß von 12.000 Hektolitern zu den größten Brauereien im Landkreis Bamberg. Neben vier ganzjährig angebotenen Biersorten werden saisonal verschiedene Spezialbiere hergestellt, darunter ein „Josefibock“, ein „Pfingstöchsla“, ein „Grachäds“ und ein „Kathreinbock“.

## Baudenkmäler

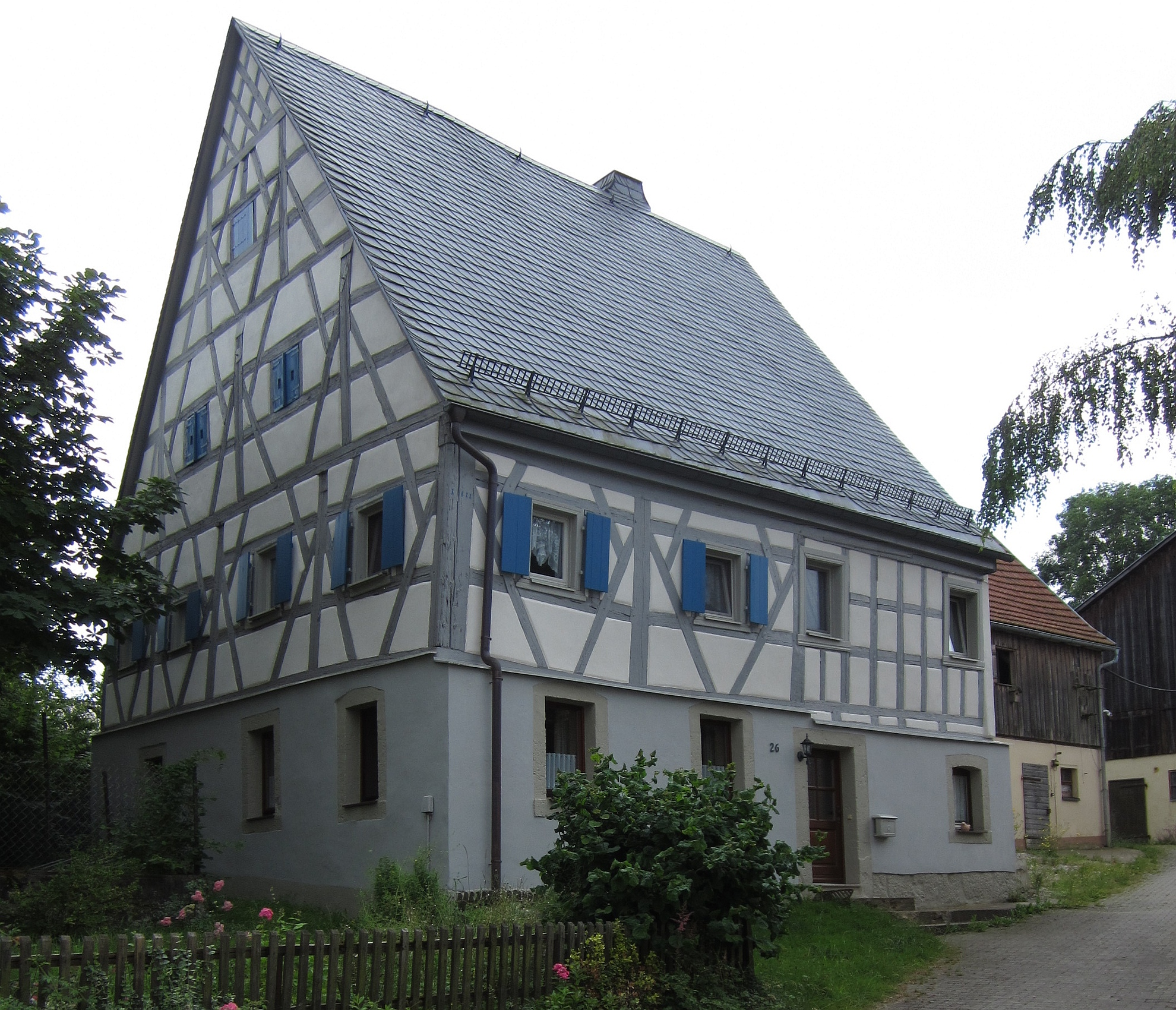
Denkmalgeschütztes Bauernhaus von 1611

Das Bauernhaus mit der Hausnummer 26 und ein Bildstock an der Kreisstraße 11 sind Baudenkmäler.

## Bildergalerie

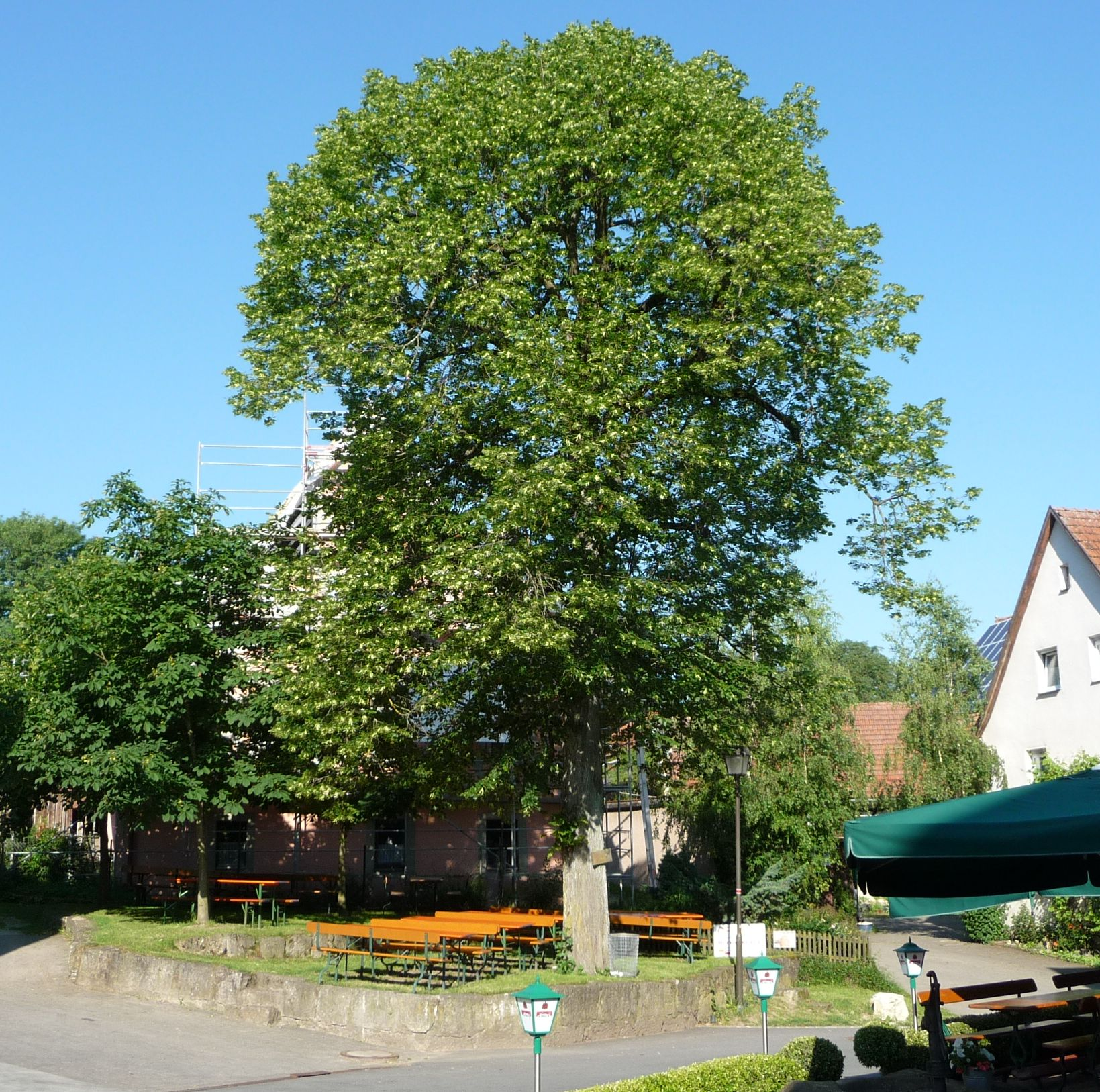
Dorfbaum
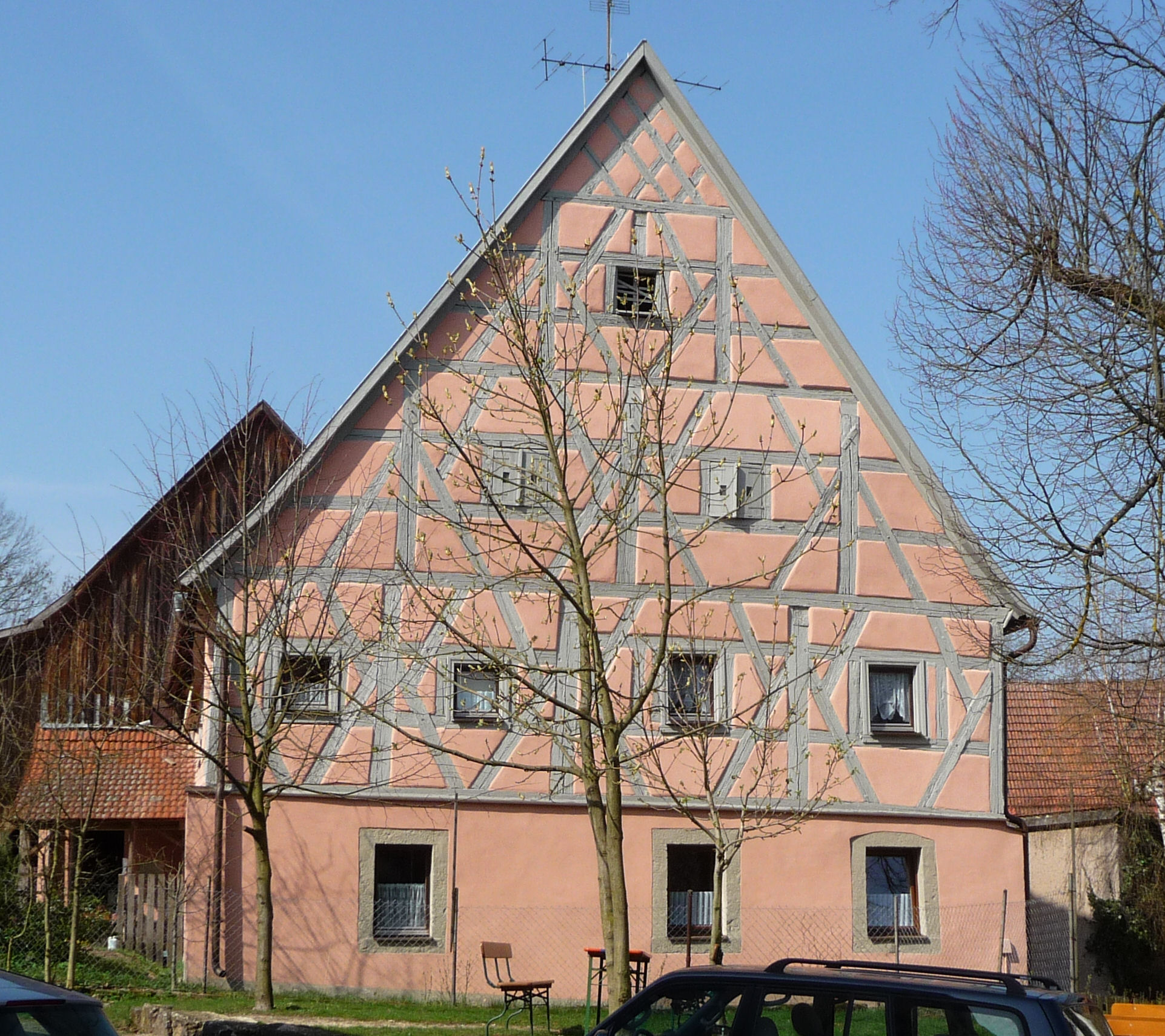
Fachwerkhaus in Huppendorf
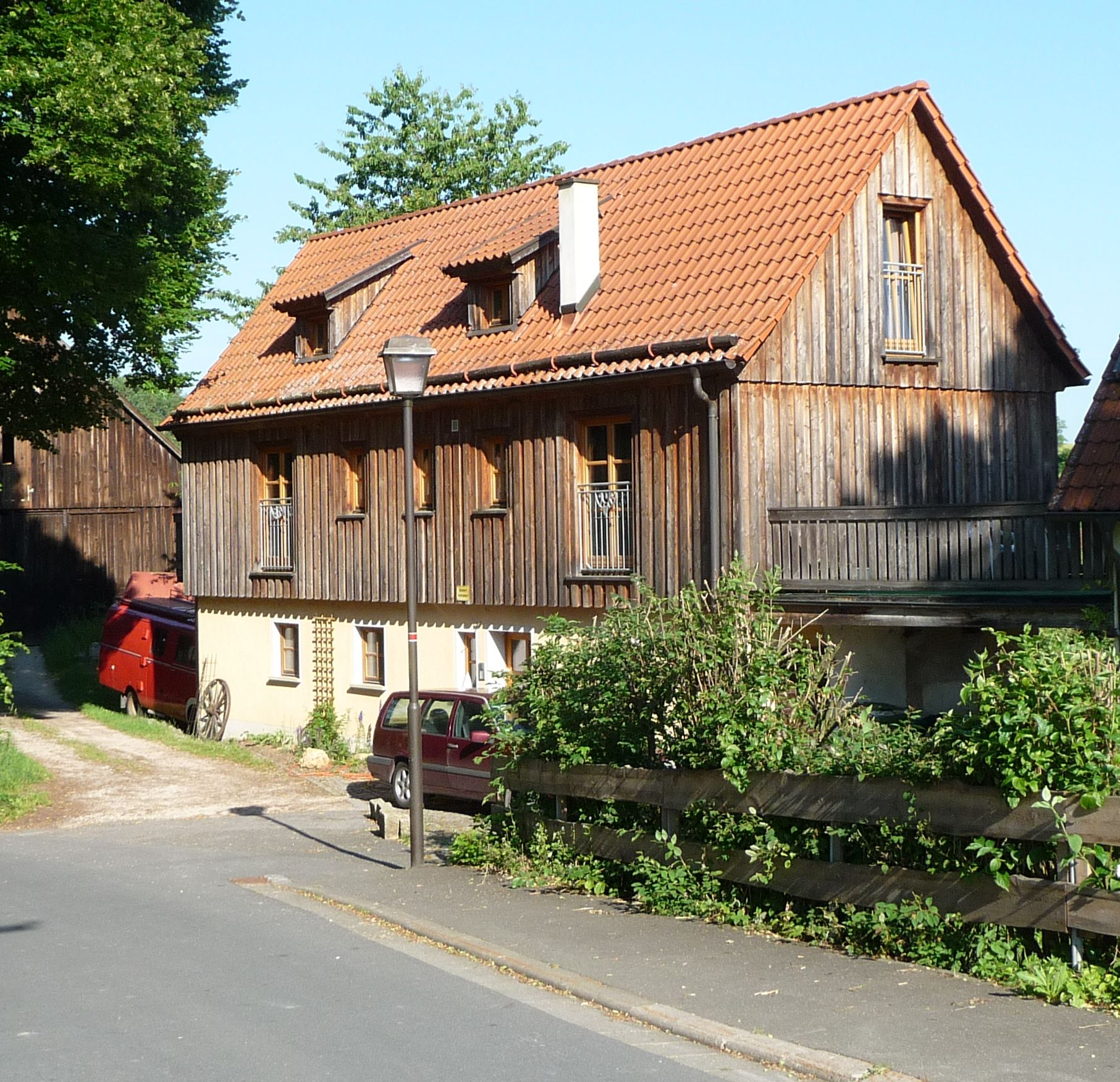
Haus in Huppendorf